# 핀란드화
핀란드화(핀란드어: suomettuminen, 스웨덴어: finlandisering, 영어: Finlandization)는 큰 나라가 주변의 작은 나라에 끼칠 수 있는 영향이다. 1960년대와 1970년대 서독의 정치적 논쟁 중에 나온 말로 경멸스러운 어조를 가지고 있다. 독일과 NATO 국가에서 사용하였던 의미는 한 나라가 자주 독립을 유지하면서, 대외 정책은 주변에 있는 큰 나라를 건드리지 않는 것이다. 냉전 시기의 핀란드와 소련 사이의 관계를 이야기할 때 이 말을 자주 사용하며, 1871년부터 1940년까지 덴마크와 독일 사이의 관계 같은 유사한 상황을 설명할 때에도 사용한다.

## 기원
독일에서는 미국의 정책을 더 많이 따르자고 주장하였던 사람, 대표적으로 프란츠 조세프 슈트라우스가 이 용어를 사용하였다. 이후 독일의 정치학자 발터 할슈타인과 리하르트 뢰벤탈 등에 의해서 널리 알려졌다. 이들은 독일에서 미군이 철수했을 때를 두려워했다. NATO 국가 정상들이 빌리 브란트의 동방 정책을 비판할 때나, 독일이 NATO의 상호주의 전략을 의심할 때 사용하였다. 이후 소련이 해체된 후, 우르호 케코넨 시대의 후반부부터 시작된 1968년 이후 대 소련 정책을 가리킬 때에도 사용한다.

## 핀란드의 인식
핀란드에서는 이 단어가 비판적인 의미를 가지며, 작은 국가가 옆에 있는 문화와 사상이 다른 초강대국과 협상을 하면서, 주권을 유지하는 행위가 어려움을 고려하지 않은 말이라고 한다. 핀란드화될 수 밖에 없는 이유는 살아가야 했기 때문이라고 한다. 다른 쪽에서는 소련의 위협 때문에 핀란드화가 더 가속화되었다고 한다. 핀란드는 1940년대 후반 이오시프 스탈린과도 협상을 했으며, 이는 1991년 소련이 붕괴될 때까지 핀란드의 여러 정당에서 존중하였다. 핀란드의 정치인 및 지식인들은 다른 나라의 외교 정책을 비판할 때 이 단어를 많이 사용하므로, 핀란드인들은 이 단어를 모욕적으로 받아들인다. 때때로 익살스럽게 '서방 세계를 자극하지 않으면서 동구권과 친하게 지내는 예속'으로 평하기도 한다.

### 역사적 배경
핀란드의 외교 정책은 계속 변했다. 1917년 독일 제국의 힘을 빌려서 러시아에서 독립하였을 때, 1918년부터 1920년까지 삼국 협상과 함께 러시아 내전에 선전 포고 없이 참여하였을 때, 1922년 폴란드와 동맹을 맺었을 때, 1930년대부터 1939년까지 중립이었던 스칸디나비아 국가와 노선을 공유했을 때, 1940년 당시 소련에 대항할 수 있었던 유일한 세력 나치 독일과 동맹을 맺어 1941년 계속 전쟁까지 갔을 때 모두 달랐다.
독일 국방군이 스탈린그라드 전투에서 졌을 때 핀란드는 19세기 전통으로 되돌아갔다. 핀란드의 지도자들은 소련에 대항할 수 없으며, 핀란드의 입장을 지지하는 국제 세력이 없다는 것을 확인하였다. 나치 독일은 힘을 잃고 있었고, 스웨덴은 충분히 크지 않았으며 반러시아 정책을 취하려고 하지 않았다. 이들을 제외한 서방 국가들은 소련과 동맹 관계였다. 그래서 핀란드는 주변 강대국의 보호 없이 혼자서 소련과 맞서야만 했다. 19세기에 했던 것처럼, 핀란드는 소련의 대외 정책을 반대하지는 않았으나 독립을 지켰다.

### 파시키비 독트린
소련의 압박에도 불구하고, 핀란드는 1947년 파리 조약에서 민주주의와 의회주의를 유지할 수 있었다. 이 때부터 핀란드의 대외 관계는 소련과 좋은 관계를 유지하는 유호 쿠스티 파시키비의 정책을 따랐다. 이후 1948년 핀란드와 소련은 협정을 체결하였다. 협정에 의하면 핀란드는 독일 및 동맹국의 핀란드 및 소련을 향한 공격에 저항할 의무가 있었고, 필요하다면 소련의 힘을 빌릴 수 있었다. 같은 시기에, 이 협정에 의해서 핀란드는 냉전 시기 중립 국가가 되었다. 이 때문에 핀란드는 마셜 계획에 참가하지 않았고, 소련의 대외 정책에 대해서도 중립을 취했다. NATO 및 서방 군사 세력과 좋은 관계를 유지했기 때문에 바르샤바 조약에 참가하지 않아도 되었다.

### 소련화
1968년 이후 정치계의 풍경이 달라지면서, 대중 매체는 소련의 영향을 받았다. 반 소련 매체는 자체 검열되었고, 정치인과 기자들은 2차 대전 당시 소련의 행동이나, 소련의 정치범 억압을 이야기하지 않았다. 공공 도서관 및 서점에서는 반 소련 도서를 유통할 수 없었고, 금서 목록도 관리되었다. 핀란드의 영상물 등급 위원회에서는 반 소련 영화를 금하였다. 당시 금지된 영화는 1962년 존 프랑켄하이머가 감독한 더 만추리안 캔디데이트, 1970년 카스파 뢰데가 감독한 이반 데니소비치의 하루, 1986년 레니 하를린이 감독한 본 아모리칸 등이 있다.
UN 세계 인권 선언에서 보장한 정치적 망명은 러시아인에 대해서는 지켜지지 않았다. 러시아인이 핀란드로 망명하면 망명자들을 소련으로 돌려보내기도 하였다.
미하일 고르바초프가 1985년 집권한 이후에야 핀란드의 대중 매체에서는 소련을 비판하기 시작하였다. 고르바초프가 중앙유럽 국가에 비 공산주의 정권이 들어서는 것을 허용하면서, 핀란드를 모델로 제시하였다.

## 비판
미국의 대외 정책 전문가들은 서유럽이나 일본이 핀란드화되어 주요 동맹국들이 반소련 정책을 취하지 않을까봐 두려워하였다. 밴드왜거닝 정책은 미국이 반공 국가를 돕지 않았을 경우 NATO 및 미일 동맹이 붕괴할 수 있다고 주장하였다.
핀란드의 외교 담당자들은 "핀란드화"라는 말 자체가 소련과의 겨울 전쟁 및 계속 전쟁에서 거둔 협상자의 위치를 무시한다고 비판한다.

## 같이 보기
- 핀란드의 역사
- 위성 국가
- 사대주의